# Toporec
Toporec (hongrois : Toporc ; allemand : Toppertz) est un village de Slovaquie situé dans la région de Prešov.

## Histoire
Première mention écrite du village en 1277.

## Démographie

### Évolution de la population
| Année:               | 1994. | 2004.    | 2014.    | 2024.   |
| -------------------- | ----- | -------- | -------- | ------- |
| Nombre de personnes: | 1521  | 1695     | 1898     | 2055    |
| Différence:          |       | +11,43 % | +11,97 % | +8,27 % |

| Année:               | 2023. | 2024.   |
| -------------------- | ----- | ------- |
| Nombre de personnes: | 2039  | 2055    |
| Différence:          |       | +0,78 % |